# Ново-Хайрузовка
Но́во-Ха́йрузовка (каз. Ново-Хайрузовка) — село у складі Улькен-Наринського району Східноказахстанської області Казахстану. Адміністративний центр Новохайрузовського сільського округу.
Населення — 789 осіб (2021; 1084 у 2009, 1652 у 1999, 1810 у 1989).
Національний склад станом на 1989 рік:
- росіяни — 44 %
- казахи — 38 %

Станом на 1989 рік село називалось Новохайрузовка, у радянські часи мало також назву Нова Хайрузовка.